# Bob Anderson (piloto)
Robert Hugh Fearon Anderson (Londres, 19 de mayo de 1931-Northampton, 14 de agosto de 1967), más conocido como Bob Anderson, fue un piloto de motociclismo (1958 a 1960) y de automovilismo (1963 a 1967) británico. En Fórmula 1 disputó 29 Grandes Premios y obtuvo 1 podio, compitiendo con su propia escudería.
Falleció en unas pruebas privadas en el circuito de Silverstone.

## Resultados

### Campeonato del Mundo de Motociclismo
Sistema de puntuación desde 1950 hasta 1968:
| Posición | 1.º | 2.º | 3.º | 4.º | 5.º | 6.º |
| Puntos   | 8   | 6   | 4   | 3   | 2   | 1   |

(Clave) (negrita indica pole position) (cursiva indica vuelta rápida)
| Año     | Categoría | Equipo | 1     | 2       | 3     | 4       | 5       | 6     | 7     | 8     | Puntos | Pos. |
| ------- | --------- | ------ | ----- | ------- | ----- | ------- | ------- | ----- | ----- | ----- | ------ | ---- |
| 1958    | 350cc     | Norton | IOM 8 | NED 7   | BEL - | RFA 5   | SWE 2   | ULS - | NAT 4 |       | 11     | 5.º  |
| 1958    | 500cc     | Norton | IOM 2 | NED Ret | BEL 6 | RFA Ret | SWE Ret | ULS - | NAT - |       | 7      | 8.º  |
| 1959    | 350cc     | Norton | FRA 4 | IOM 5   | RFA - |         |         | SWE - | ULS - | NAT - | 5      | 9.º  |
| 1959    | 500cc     | Norton | FRA - | IOM Ret | RFA - | NED -   | BEL 6   |       | ULS - | NAT - | 1      | 15.º |
| 1960    | 125cc     | MZ     |       | IOM 5   | NED - | BEL -   |         | ULS - | NAT - |       | 2      | 9.º  |
| 1960    | 250cc     | MZ     |       | IOM Ret | NED - | BEL -   | RFA -   | ULS - | NAT - |       | 0      | –    |
| 1960    | 350cc     | Norton | FRA - | IOM 6   | NED 3 |         |         | ULS 4 | NAT 5 |       | 9      | 5.º  |
| 1960    | 500cc     | Norton | FRA - | IOM 8   | NED - | BEL -   | RFA -   | ULS - | NAT - |       | 0      | –    |
| Fuente: |           |        |       |         |       |         |         |       |       |       |        |      |

### Fórmula 1
(Clave) (negrita indica pole position) (cursiva indica vuelta rápida)

| Año         | Escudería             | 1       | 2       | 3       | 4      | 5       | 6       | 7       | 8       | 9   | 10  | 11  | Pos. | Puntos |
| ----------- | --------------------- | ------- | ------- | ------- | ------ | ------- | ------- | ------- | ------- | --- | --- | --- | ---- | ------ |
| 1963        | DW Racing Enterprises | MON     | BEL     | NED     | FRA    | GBR 12  | GER     | ITA 12  | USA     | MEX | RSA |     | NC   | 0      |
| 1964        | DW Racing Enterprises | MON 7   | NED 6   | BEL DNS | FRA 12 | GBR 7   | GER Ret | AUT 3   | ITA 11  | USA | MEX |     | 11.º | 5      |
| 1965        | DW Racing Enterprises | RSA NC  | MON 9   | BEL DNS | FRA 9  | GBR Ret | NED Ret | GER DNS | ITA DNP | USA | MEX |     | NC   | 0      |
| 1966        | DW Racing Enterprises | MON Ret | BEL     | FRA 7   | GBR NC | NED Ret | GER Ret | ITA 6   | USA     | MEX |     |     | 17.º | 1      |
| 1967        | DW Racing Enterprises | RSA 5   | MON DNQ | NED 9   | BEL 8  | FRA Ret | GBR Ret | GER     | CAN     | ITA | USA | MEX | 16.º | 2      |
| Referencia: |                       |         |         |         |        |         |         |         |         |     |     |     |      |        |